# Alice Stone Blackwell

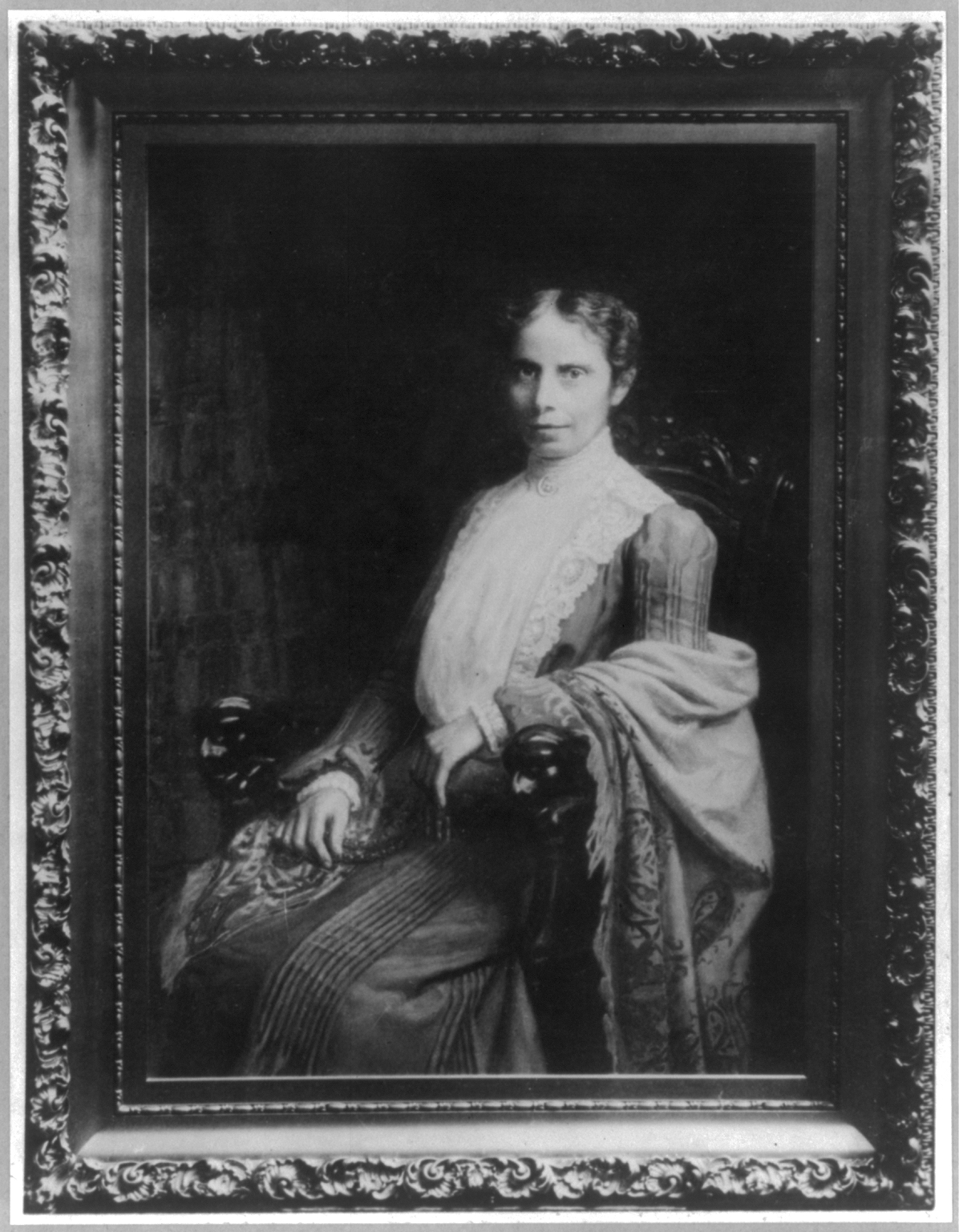
Alice Stone Blackwell

Alice Stone Blackwell (geb. 14. September 1857; gest. 15. März 1950) war eine US-amerikanische Feministin, Suffragistin, Journalistin, radikale Sozialistin und Kämpferin für Menschenrechte.

## Biographie

### Jugend und Ausbildung
Blackwell wurde in East Orange, New Jersey als Tochter von Henry Browne Blackwell und Lucy Stone geboren. Ihre Eltern waren Führer in der Frauenrechtsbewegung und begründeten die American Woman Suffrage Association (AWSA) mit. Sie war auch die Nichte von Elizabeth Blackwell, der ersten Ärztin der Vereinigten Staaten. Ihre Mutter brachte Susan B Anthony dazu, sich der Frauenrechtsbewegung anzuschließen, und war die erste Frau, die in Massachusetts einen Collegeabschluss machte, die erste, die ihren Mädchennamen in der Ehe beibehielt und die erste, die sich zur Hauptaufgabe das öffentliche Sprechen für die Frauenrechte gemacht hatte.
Blackwell wurde in der Harris Grammar School in Dorchester (Boston), der Chauncy School in Boston und der Abbot Academy in Andover ausgebildet. Sie besuchte die Boston University, wo sie Erste ihres Jahrgangs war, und schloss 1881 im Alter von 24 die Universität ab. Sie gehörte der Phi Beta Kappa Ehrengesellschaft an.

### Berufliche Laufbahn
Blackwell ist durch ihre Arbeit in der Sache der Frauenrechte gut bekannt. Anfangs war sie gegen das Anliegen von Mutter und Vater, später wurde sie eine bekannte Reformerin.
Nach ihrem Abschluss an der Boston University begann Alice für das Woman’s Journal zu arbeiten, die Zeitschrift, die ihre Eltern ins Leben gerufen hatten. 1884 stand ihr Name neben dem ihrer Eltern im Impressum der Zeitschrift. Nach dem Tod ihrer Mutter, 1893, übernahm Alice fast allein die Verantwortung für die Herausgabe des Blattes.

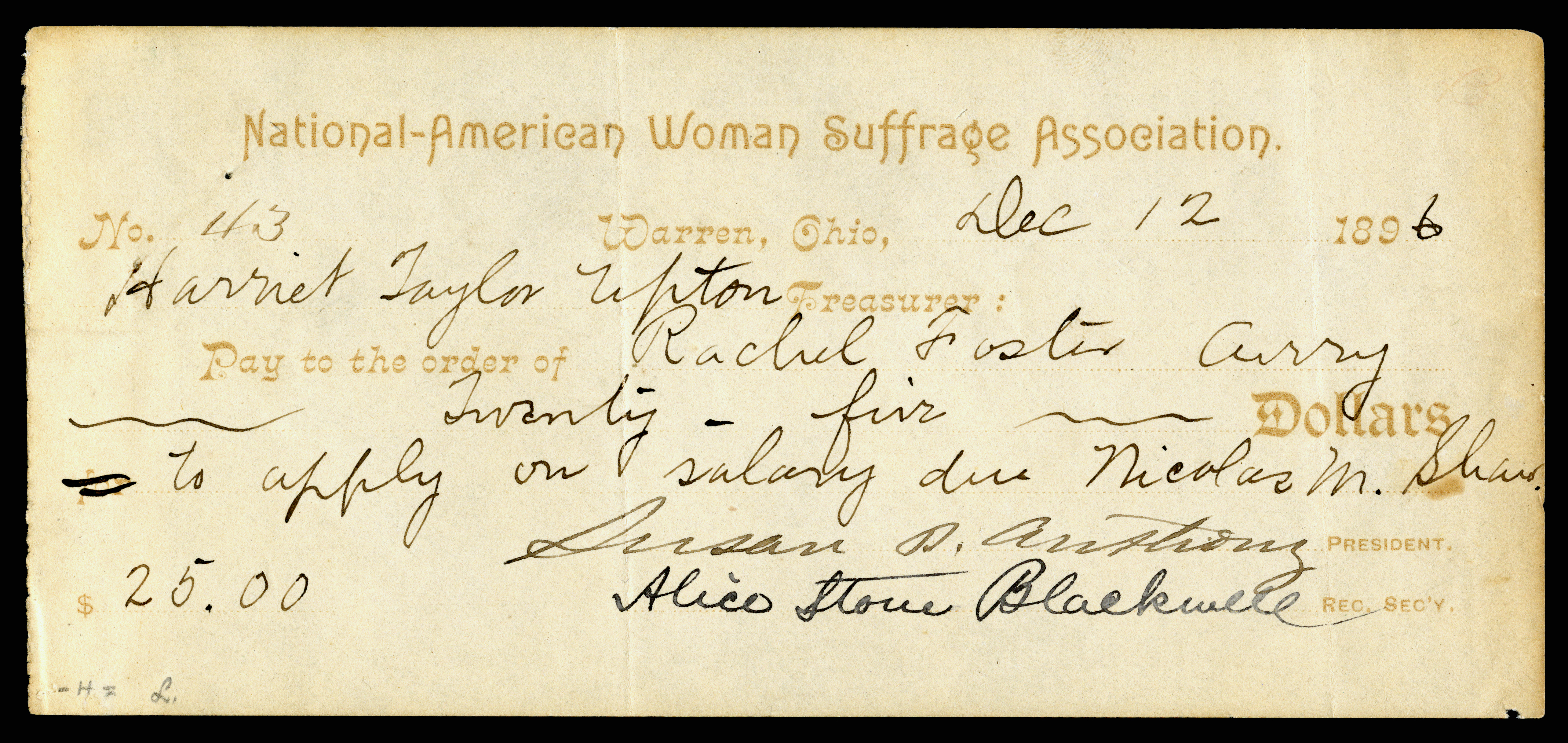
Susan B. Anthony & Alice Stone Blackwell signed NAWSA check, written by the group’s treasurer Harriet Taylor Upton.

1890 half sie dabei mit, die American Woman Suffrage Association und die National Woman Suffrage Association zu versöhnen, die zwei konkurrierenden Organisationen in der Frauenwahlrechtsbewegung schlossen sich zur National American Woman Suffrage Association (NAWSA) zusammen. Die Frauenbewegung hatte sich 1869 gespalten, weil man sich darüber stritt, in welchem Maße das Frauenwahlrecht mit dem Wahlrecht der männlichen Afro-Amerikaner verknüpft werden sollte. Die Spaltung brachte die AWSA hervor, die ihre Eltern mitorganisierten, und die National Woman Suffrage Association (NWSA), die von Susan B. Anthony und Elizabeth Cady Stanton geleitet wurde. Von 1890 bis 1908 war Alice Stone Blackwell die Protokollführerin der NAWSA und 1909 sowie 1910 eine der nationalen Auditoren. Sie war eine bekannte Mitarbeiterin der Woman’s Christian Temperance Union. Und 1903 reorganisierte sie die "Society of Friends of Russian Freedom" (deutsch: Gesellschaft der Freunde der russischen Freiheit) in Boston.
Sie war auch die Präsidentin der "Woman Suffrage associations" (deutsch: Frauenwahlrechtsvereine) in Neuengland und Massachusetts und Ehrenpräsidentin der League of Women Voters in Massachusetts.
Im Alter erblindete Alice Blackwell. Sie starb am 15. März 1950 im Alter von 92 Jahren.
Ihr Haus in Uphams Corner ist eine Station auf dem "Boston Women's Heritage Trail".

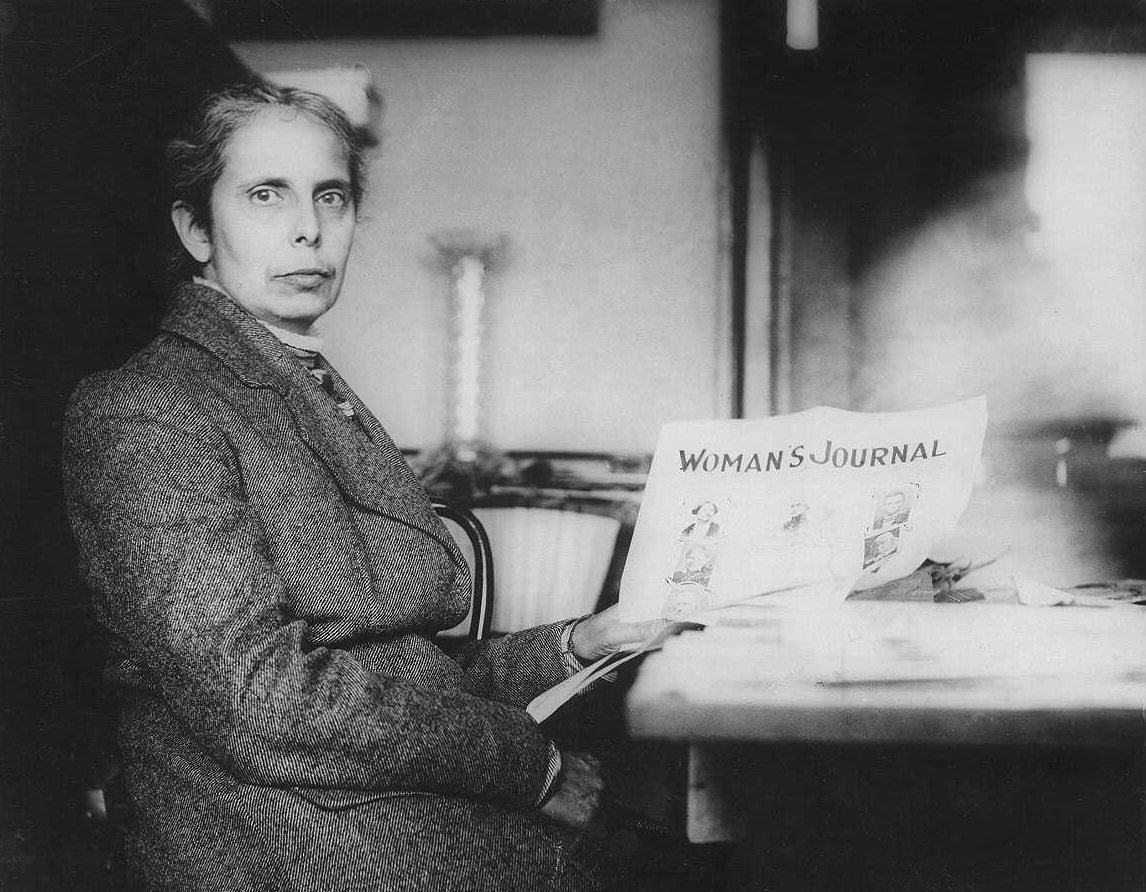
Alice hält eine Ausgabe des Woman’s Journal, um 1910.
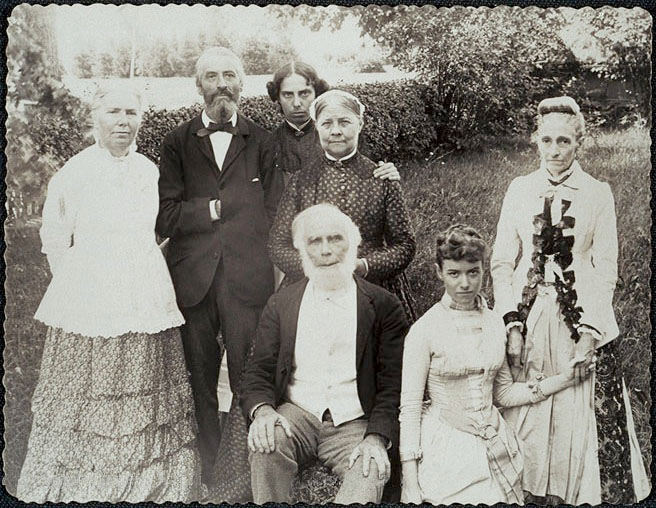
Alice Stone Blackwell, dritte von links, mit Eltern und Freunden (um 1890)
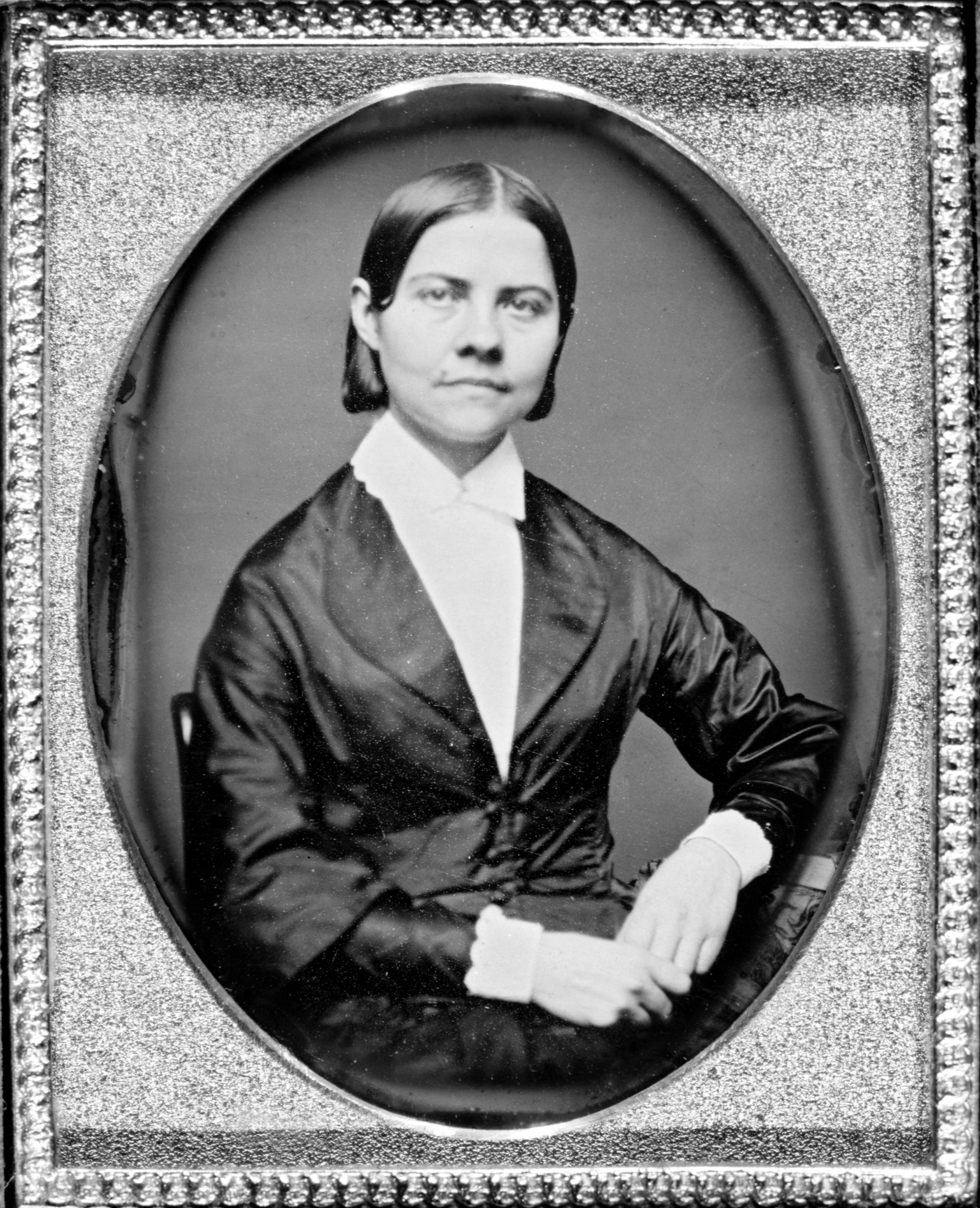
Lucy Stone, die Mutter von Alice
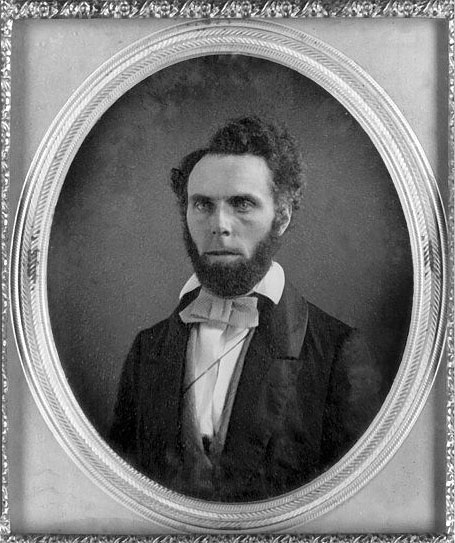
Henry Blackwell, der Vater von Alice in jungen Jahren

## Humanitäre Hilfe
Alice Stone Blackwell war auch an humanitären Aktionen außerhalb der Vereinigten Staaten beteiligt. in den 1890er Jahren reiste sie nach Armenien, wo sie sich leidenschaftlich für die armenische Flüchtlingsgemeinde einsetzte. Sie verkaufte einige Besitztümer, vor allem die Orientteppiche aus ihrem Haus auf dem "Pope's Hill" in Dorchester, um den Armeniern zu helfen und ihre Kinder mit Nahrung zu versorgen. Und sie besorgte auch Hilfe für die Erwachsenen, die auf Arbeitssuchen waren. Dabei entdeckte sie ihre Interesse für internationale Literatur. Sie übersetzte viele Werke des Landes ins Englische, beispielsweise Armenian Poems (1896). Sie machte dann weiter beim Übersetzen fremder Literatur ins Englische, also von Werken aus der ungarischen, jiddischen, mexicanischen, französischen, italienischen und russischen Poesie.

## Veröffentlichungen
- Growing Up in Boston's Gilded Age: The Journal of Alice Stone Blackwell, 1872–1874.
- Lucy Stone: Pioneer of Woman's Rights (published 1930, reprinted 1971).
- Some Spanish-American Poets translated by Alice Stone Blackwell (published 1929 by D. Appleton & Co.)
- Armenian Poems translated by Alice Stone Blackwell (1st vol., 1896; 2nd vol., 1917). OCLC 4561287.
- Songs of Russia (1906).
- Songs of Grief and Joy translated from the Yiddish of Ezekiel Leavitt (1908).